# 南京国际青年文化中心
南京国际青年文化中心（英語：Nanjing International Youth Cultural Centre），又称南京青奥中心，是位于中国江苏省南京市建邺区河西新城的三栋摩天大楼楼宇群组。最高的建筑为315（1,033英尺），2012年动工，2015年交付。